# Bijoux en silex dans l'Égypte antique

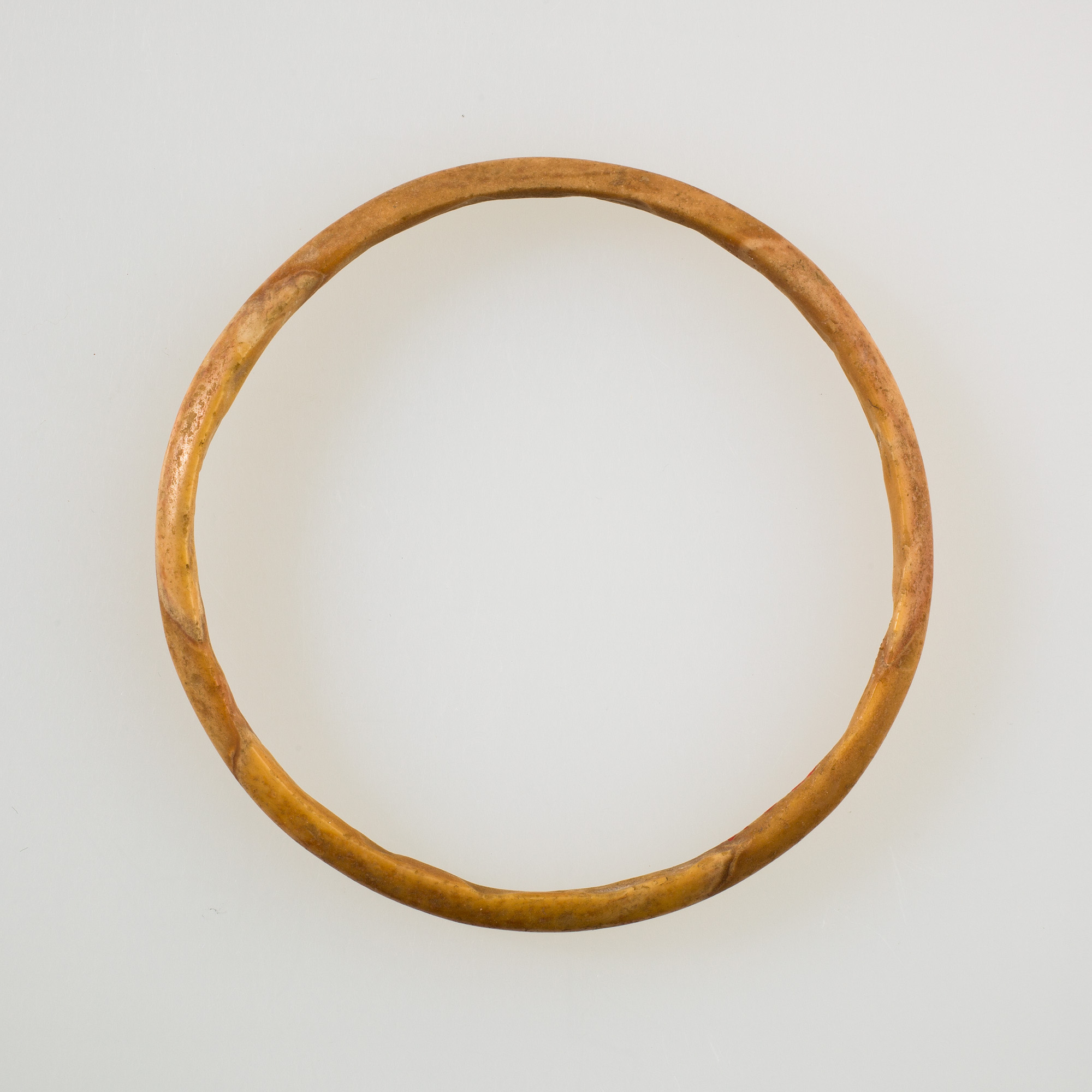
Bracelet en silex conservé au MET 23.2.14 EGDP011486

Les bijoux en silex étaient connus à l'époque préhistorique, prédynastique et au début de la période dynastique de l'Égypte antique. Les Égyptiens de l'antiquité fabriquaient habilement des bracelets, et des brassards, en silex.
Le silex provenait de lieux tels que Gizeh et la Haute-Égypte. La technique exacte utilisée pour former les anneaux n'est pas connue, mais il existe plusieurs théories basées sur les exemples qui ont été trouvés dans des tombes et des ateliers.
On trouve des bracelets en silex dans des collections telles que celles du Musée des antiquités égyptiennes du Caire, du Fitzwilliam Museum, du Pitt Rivers Museum, du Metropolitan Museum of Art, et du Brooklyn Museum.